# Edmund Maliński
Edmund Jerzy Maliński (ur. 27 listopada 1949 w Szyszkowie) – polski polityk, nauczyciel, senator II kadencji.

## Życiorys
Po ukończeniu Liceum Ogólnokształcącego w Gorzowie Śląskim studiował historię na Uniwersytecie Wrocławskim, następnie zaś uzyskał stopień naukowy doktora w Wyższej Szkole Pedagogicznej w Opolu (1982). Pracował jako nauczyciel historii i wicedyrektor Liceum Ogólnokształcącego w Bolesławcu (1972–1987), metodyk w Oddziale Doskonalenia Nauczycieli w Jeleniej Górze (1987–1990), a także dyrektor Studium i Kolegium Nauczycielskiego w Bolesławcu (od 1990) oraz nauczyciel i (do czasu przejścia na emeryturę w 2006 – dyrektor) II Liceum Ogólnokształcącego.
W latach 1970–1981 należał do PZPR. W latach 1991–1993 sprawował mandat senatora II kadencji z ramienia Unii Demokratycznej. Do 1998 zasiadał także w bolesławieckiej radzie miasta (m.in. jako jej wiceprzewodniczący). Od 1994 należał do Unii Wolności, był przewodniczącym jej koła w Bolesławcu, następnie przystąpił do Partii Demokratycznej. Miał być reprezentantem PD na legnickiej liście kandydatów LiD w wyborach w 2007, jednak zrezygnował z kandydowania. W wyborach samorządowych w 2010, 2014 i 2018 był kandydatem do rady powiatu bolesławieckiego z ramienia Ziemi Bolesławieckiej.
Jest członkiem Karkonoskiego Towarzystwa Naukowego oraz Stowarzyszenia Ziemia Bolesławiecka. Odznaczony m.in. Brązowym Krzyżem Zasługi. Jest autorem publikacji Helena i Wincenty Tyrankiewiczowie: (szkic biograficzny) (Jelenia Góra 1989) i Samokształcenie w nauczaniu historii: rozwijanie umiejętności samodzielnego uczenia się w licealnym kursie historii (Jelenia Góra 1985); został też redaktorem naczelnym „Rocznika Bolesławieckiego”.